# خويفيرة
الخويفيرة أو الكِيلِيرية (باللاتينية: Koeleria) جنس نباتي يتبع الفصيلة النجيلية من رتبة القبئيات. يضم أكثر من 50 نوعا مقبولا و38 أخرى لم يحسم وضعها بعد.

## من أنواعهاالواطنةفيالوطن العربي
1. الخويفيرة اللامعة (باللاتينية: Koeleria nitidula) في بلاد الشام وتركيا والبلقان